# دعاء أهل الثغور
دعاء أهل الثغور في الفقه الشيعي دعاء منسوب للإمام زين العابدين علي بن الحسين بن أبي طالب يدعو فيه بالنصر و الحفظ للمقاتلين على الثغور الإسلامية 

## الثغور
الثغور جمع ثغر، والثَّغْرُ والثَّغْرَةُ: كُلُّ فُرْجَةٍ في جبل أَو بطن واد أَو طريق مسلوك، والثَّغْرُ: ما يلي دار الحرب. والثَّغْرُ: موضع المَخافَة من فُروج البُلْدانِ، وهو الموضع الذي يكون حدّاً فاصلًا بين بلاد المسلمين والكفار، وهو موضع المخافة من أَطراف البلاد" .
فقد كانت الدول والأمم في صراع على البقاء وصراع من أجل التوسع أو من أجل الهيمنة أو الإنتقام من الدول الأخرى، فكانت إحدى المهام السياسية الأساسية لكل سلطة هي حفظ حدود الدولة من أطماع العدو، فالمسلمون كانت لهم عدة ثغور يرابط فيها الجند من أجل حمايتها من هجوم الأعداء، وتختلف الثغور باختلاف سعة الدولة وسعة توسعها بالفتوحات.
والجنود المقيمون في تلك الثغور يطلق عليهم مرابطون، و«الرباط» و«المرابطة» في الأصل هي الإقامة على جهاد

## إشكالية
قالَ الشيخُ المُظفّر رحمَه الله: (وينجلي لنا حرصُ آلِ البيتِ عليهم السلام على بقاءِ عزِّ الإسلام ـ وإن كانَ ذو السلطةِ مِن ألدِّ أعدائِهم ـ في موقفِ الإمامِ زينِ العابدين عليهِ السلام مِن ملوكِ بني أُميّة، وهوَ الموتورُ لهم، والمُنتهكةُ في عهدِهم حُرمتُه وحرمُه، والمحزونُ على ما صنعوا معَ أبيه وأهلِ بيتِه في واقعةِ كربلاء، فإنّه ـ معَ كلِّ ذلك ـ كانَ يدعو في سرِّه لجيوشِ المُسلمينَ بالنصر، وللإسلامِ بالعزِّ، وللمُسلمينَ بالدعةِ والسلامة).

## نص الدعاء
بِسْمِ اللهِ الرَّحْمنِ الرَّحِيمِ، اللَّهُمَّ صَلِّ عَلَى مُحَمَّدٍ وآلِهِ، وحَصِّنْ ثُغُورَ الْمُسْلِمِينَ بِعِزَّتِكَ، وأَيِّدْ حُمَاتَهَا بِقُوَّتِكَ، وأَسْبِغْ عَطَايَاهُمْ مِنْ جِدَتِكَ.
اللَّهُمَّ صَلِّ عَلَى مُحَمَّدٍ وآلِهِ، وكَثِّرْ عِدَّتَهُمْ، واشْحَذْ أَسْلِحَتَهُمْ، واحْرُسْ حَوْزَتَهُمْ، وامْنَعْ حَوْمَتَهُمْ، وأَلِّفْ جَمْعَهُمْ، ودَبِّرْ أَمْرَهُمْ، ووَاتِرْ بَيْنَ مِيَرِهِمْ، وتَوَحَّدْ بِكِفَايَةِ مُؤَنِهِمْ، واعْضُدْهُمْ بِالنَّصْرِ، وأَعِنْهُمْ بِالصَّبْرِ، والْطُفْ لَهُمْ فِي الْمَكْرِ.
اللَّهُمَّ صَلِّ عَلَى مُحَمَّدٍ وآلِهِ، وعَرِّفْهُمْ مَا يَجْهَلُونَ، وعَلِّمْهُمْ مَا لَا يَعْلَمُونَ، وبَصِّرْهُمْ مَا لَا يُبْصِرُونَ. اللَّهُمَّ صَلِّ عَلَى مُحَمَّدٍ وآلِهِ، وأَنْسِهِمْ عِنْدَ لِقَائِهِمُ الْعَدُوَّ ذِكْرَ دُنْيَاهُمُ الْخَدَّاعَةِ الْغَرُورِ، وامْحُ عَنْ قُلُوبِهِمْ خَطَرَاتِ الْمَالِ الْفَتُونِ، واجْعَلِ الْجَنَّةَ نُصْبَ أَعْيُنِهِمْ، ولَوِّحْ مِنْهَا لِأَبْصَارِهِمْ مَا أَعْدَدْتَ فِيهَا مِنْ مَسَاكِنِ الْخُلْدِ ومَنَازِلِ الْكَرَامَةِ والْحُورِ الْحِسَانِ والْأَنْهَارِ الْمُطَّرِدَةِ بِأَنْوَاعِ الْأَشْرِبَةِ والْأَشْجَارِ الْمُتَدَلِّيَةِ بِصُنُوفِ الثَّمَرِ حَتَّى لَا يَهُمَّ أَحَدٌ مِنْهُمْ بِالْإِدْبَارِ، ولَا يُحَدِّثَ نَفْسَهُ عَنْ قِرْنِهِ بِفِرَارٍ.
اللَّهُمَّ افْلُلْ بِذَلِكَ عَدُوَّهُمْ، واقْلِمْ عَنْهُمْ أَظْفَارَهُمْ، وفَرِّقْ بَيْنَهُمْ وبَيْنَ أَسْلِحَتِهِمْ، واخْلَعْ وَثَائِقَ أَفْئِدَتِهِمْ، وبَاعِدْ بَيْنَهُمْ وبَيْنَ أَزْوِدَتِهِمْ، وحَيِّرْهُمْ فِي سُبُلِهِمْ، وضَلِّلْهُمْ عَنْ وَجْهِهِمْ، واقْطَعْ عَنْهُمُ الْمَدَدَ، وانْقُصْ مِنْهُمُ الْعَدَدَ، وامْلَأْ أَفْئِدَتَهُمُ الرُّعْبَ، واقْبِضْ أَيْدِيَهُمْ عَنِ الْبَسْطِ، واخْزِمْ أَلْسِنَتَهُمْ عَنِ النُّطْقِ، وشَرِّدْ بِهِمْ مَنْ خَلْفَهُمْ ونَكِّلْ بِهِمْ مَنْ وَرَاءَهُمْ، واقْطَعْ بِخِزْيِهِمْ أَطْمَاعَ مَنْ بَعْدَهُمْ.
اللَّهُمَّ عَقِّمْ أَرْحَامَ نِسَائِهِمْ، ويَبِّسْ أَصْلَابَ رِجَالِهِمْ، واقْطَعْ نَسْلَ دَوَابِّهِمْ وأَنْعَامِهِمْ، لَا تَأْذَنْ لِسَمَائِهِمْ فِي قَطْرٍ، ولَا لِأَرْضِهِمْ فِي نَبَاتٍ.
اللَّهُمَّ وقَوِّ بِذَلِكَ مِحَالَ أَهْلِ الْإِسْلَامِ، وحَصِّنْ بِهِ دِيَارَهُمْ، وثَمِّرْ بِهِ أَمْوَالَهُمْ، وفَرِّغْهُمْ عَنْ مُحَارَبَتِهِمْ لِعِبَادَتِكَ، وعَنْ مُنَابَذَتِهِمْ لِلْخَلْوَةِ بِكَ حَتَّى لَا يُعْبَدَ فِي بِقَاعِ الْأَرْضِ غَيْرُكَ، ولَا تُعَفَّرَ لِأَحَدٍ مِنْهُمْ جَبْهَةٌ دُونَكَ.
اللَّهُمَّ اغْزُ بِكُلِّ نَاحِيَةٍ مِنَ الْمُسْلِمِينَ عَلَى مَنْ بِإِزَائِهِمْ مِنَ الْمُشْرِكِينَ، وأَمْدِدْهُمْ بِمَلَائِكَةٍ مِنْ عِنْدِكَ مُرْدِفِينَ حَتَّى يَكْشِفُوهُمْ إِلَى مُنْقَطَعِ التُّرَابِ قَتْلًا فِي أَرْضِكَ وأَسْراً، أَوْ يُقِرُّوا بِأَنَّكَ أَنْتَ اللَّهُ الَّذِي لَا إِلَهَ إِلَّا أَنْتَ وَحْدَكَ لَا شَرِيكَ لَكَ.
اللَّهُمَّ واعْمُمْ بِذَلِكَ أَعْدَاءَكَ فِي أَقْطَارِ الْبِلَادِ مِنَ الْهِنْدِ والرُّومِ والتُّرْكِ والْخَزَرِ والْحَبَشِ والنُّوبَةِ والزَّنْجِ والسَّقَالِبَةِ والدَّيَالِمَةِ وسَائِرِ أُمَمِ الشِّرْكِ، الَّذِينَ تَخْفَى أَسْمَاؤُهُمْ وصِفَاتُهُمْ، وقَدْ أَحْصَيْتَهُمْ بِمَعْرِفَتِكَ، وأَشْرَفْتَ عَلَيْهِمْ بِقُدْرَتِكَ.
اللَّهُمَّ اشْغَلِ الْمُشْرِكِينَ بِالْمُشْرِكِينَ عَنْ تَنَاوُلِ أَطْرَافِ الْمُسْلِمِينَ، وخُذْهُمْ بِالنَّقْصِ عَنْ تَنَقُّصِهِمْ، وثَبِّطْهُمْ بِالْفُرْقَةِ عَنِ الِاحْتِشَادِ عَلَيْهِمْ.
اللَّهُمَّ أَخْلِ قُلُوبَهُمْ مِنَ الْأَمَنَةِ، وأَبْدَانَهُمْ مِنَ الْقُوَّةِ، وأَذْهِلْ قُلُوبَهُمْ عَنِ الِاحْتِيَالِ، وأَوْهِنْ أَرْكَانَهُمْ عَنْ مُنَازَلَةِ الرِّجَالِ، وجَبِّنْهُمْ عَنْ مُقَارَعَةِ الْأَبْطَالِ، وابْعَثْ عَلَيْهِمْ جُنْداً مِنْ مَلَائِكَتِكَ بِبَأْسٍ مِنْ بَأْسِكَ كَفِعْلِكَ يَوْمَ بَدْرٍ، تَقْطَعُ بِهِ دَابِرَهُمْ وتَحْصُدُ بِهِ شَوْكَتَهُمْ، وتُفَرِّقُ بِهِ عَدَدَهُمْ.
اللَّهُمَّ وامْزُجْ مِيَاهَهُمْ بِالْوَبَاءِ، وأَطْعِمَتَهُمْ بِالْأَدْوَاءِ، وارْمِ بِلَادَهُمْ بِالْخُسُوفِ، وأَلِحَّ عَلَيْهَا بِالْقُذُوفِ، وافْرَعْهَا بِالْمُحُولِ، واجْعَلْ مِيَرَهُمْ فِي أَحَصِّ أَرْضِكَ وأَبْعَدِهَا عَنْهُمْ، وامْنَعْ حُصُونَهَا مِنْهُمْ، أَصِبْهُمْ بِالْجُوعِ الْمُقِيمِ والسُّقْمِ الْأَلِيمِ.
اللَّهُمَّ وأَيُّمَا غَازٍ غَزَاهُمْ مِنْ أَهْلِ مِلَّتِكَ، أَوْ مُجَاهِدٍ جَاهَدَهُمْ مِنْ أَتْبَاعِ سُنَّتِكَ لِيَكُونَ دِينُكَ الْأَعْلَى وحِزْبُكَ الْأَقْوَى وحَظُّكَ الْأَوْفَى فَلَقِّهِ الْيُسْرَ، وهَيِّئْ لَهُ الْأَمْرَ، وتَوَلَّهُ بِالنُّجْحِ، وتَخَيَّرْ لَهُ الْأَصْحَابَ، واسْتَقْوِ لَهُ الظَّهْرَ، وأَسْبِغْ عَلَيْهِ فِي النَّفَقَةِ، ومَتِّعْهُ بِالنَّشَاطِ، وأَطْفِ عَنْهُ حَرَارَةَ الشَّوْقِ، وأَجِرْهُ مِنْ غَمِّ الْوَحْشَةِ، وأَنْسِهِ ذِكْرَ الْأَهْلِ والْوَلَدِ. وَأْثُرْ لَهُ حُسْنَ النِّيَّةِ، وتَوَلَّهُ بِالْعَافِيَةِ، وأَصْحِبْهُ السَّلَامَةَ، وأَعْفِهِ مِنَ الْجُبْنِ، وأَلْهِمْهُ الْجُرْأَةَ، وارْزُقْهُ الشِّدَّةَ، وأَيِّدْهُ بِالنُّصْرَةِ، وعَلِّمْهُ السِّيَرَ والسُّنَنَ، وسَدِّدْهُ فِي الْحُكْمِ، واعْزِلْ عَنْهُ الرِّيَاءَ، وخَلِّصْهُ مِنَ السُّمْعَةِ، واجْعَلْ فِكْرَهُ وذِكْرَهُ وظَعْنَهُ وإِقَامَتَهُ فِيكَ ولَكَ. فَإِذَا صَافَّ عَدُوَّكَ وعَدُوَّهُ فَقَلِّلْهُمْ فِي عَيْنِهِ، وصَغِّرْ شَأْنَهُمْ فِي قَلْبِهِ، وأَدِلْ لَهُ مِنْهُمْ، ولَا تُدِلْهُمْ مِنْهُ، فَإِنْ خَتَمْتَ لَهُ بِالسَّعَادَةِ، وقَضَيْتَ لَهُ بِالشَّهَادَةِ فَبَعْدَ أَنْ يَجْتَاحَ عَدُوَّكَ بِالْقَتْلِ، وبَعْدَ أَنْ يَجْهَدَ بِهِمُ الْأَسْرُ، وبَعْدَ أَنْ تَأْمَنَ أَطْرَافُ الْمُسْلِمِينَ، وبَعْدَ أَنْ يُوَلِّيَ عَدُوُّكَ مُدْبِرِينَ.
اللَّهُمَّ وأَيُّمَا مُسْلِمٍ خَلَفَ غَازِياً أَوْ مُرَابِطاً فِي دَارِهِ، أَوْ تَعَهَّدَ خَالِفِيهِ فِي غَيْبَتِهِ، أَوْ أَعَانَهُ بِطَائِفَةٍ مِنْ مَالِهِ، أَوْ أَمَدَّهُ بِعِتَادٍ، أَوْ شَحَذَهُ عَلَى جِهَادٍ، أَوْ أَتْبَعَهُ فِي وَجْهِهِ دَعْوَةً، أَوْ رَعَى لَهُ مِنْ وَرَائِهِ حُرْمَةً، فَآجِرْ لَهُ مِثْلَ أَجْرِهِ وَزْناً بِوَزْنٍ ومِثْلًا بِمِثْلٍ، وعَوِّضْهُ مِنْ فِعْلِهِ عِوَضاً حَاضِراً يَتَعَجَّلُ بِهِ نَفْعَ مَا قَدَّمَ وسُرُورَ مَا أَتَى بِهِ، إِلَى أَنْ يَنْتَهِيَ بِهِ الْوَقْتُ إِلَى مَا أَجْرَيْتَ لَهُ مِنْ فَضْلِكَ، وأَعْدَدْتَ لَهُ مِنْ كَرَامَتِكَ.
اللَّهُمَّ وأَيُّمَا مُسْلِمٍ أَهَمَّهُ أَمْرُ الْإِسْلَامِ، وأَحْزَنَهُ تَحَزُّبُ أَهْلِ الشِّرْكِ عَلَيْهِمْ فَنَوَى غَزْواً، أَوْ هَمَّ بِجِهَادٍ فَقَعَدَ بِهِ ضَعْفٌ، أَوْ أَبْطَأَتْ بِهِ فَاقَةٌ، أَوْ أَخَّرَهُ عَنْهُ حَادِثٌ، أَوْ عَرَضَ لَهُ دُونَ إِرَادَتِهِ مَانِعٌ فَاكْتُبِ اسْمَهُ فِي الْعَابِدِينَ، وأَوْجِبْ لَهُ ثَوَابَ الْمُجَاهِدِينَ، واجْعَلْهُ فِي نِظَامِ الشُّهَدَاءِ والصَّالِحِينَ.
اللَّهُمَّ صَلِّ عَلَى مُحَمَّدٍ عَبْدِكَ ورَسُولِكَ وآلِ مُحَمَّدٍ، صَلَاةً عَالِيَةً عَلَى الصَّلَوَاتِ، مُشْرِفَةً فَوْقَ التَّحِيَّاتِ، صَلَاةً لَا يَنْتَهِي أَمَدُهَا، ولَا يَنْقَطِعُ عَدَدُهَا كَأَتَمِّ مَا مَضَى مِنْ صَلَوَاتِكَ عَلَى أَحَدٍ مِنْ أَوْلِيَائِكَ، إِنَّكَ الْمَنَّانُ الْحَمِيدُ